# Maniak
Maniak (tytuł oryg. Maniac) – niskobudżetowy slasher amerykański, uważany za jeden z najważniejszych klasyków w swoim gatunku. Reżyserem filmu jest William Lustig, a twórcą efektów specjalnych – Tom Savini. W 2012 roku powstał remake obrazu.

## Opis fabuły
Okrutny seryjny morderca Frank Zito obarcza się śmiercią matki – prostytutki, która maltretowała go, kiedy był dzieckiem. Psychopata otacza się manekinami ubranymi w odzież swoich ofiar. Zabójca – choć świadomy swoich zbrodni – nie jest w stanie wyrwać się z morderczego transu.